# Tarleton Hoffman Bean
Tarleton Hoffman Bean (Bainbridge, Pensilvania, 1846 – 28 de diciembre de 1916) fue un ictiólogo estadounidense. 
Siendo profesor de secundaria, en 1874 comenzó a trabajar con la Servicio de Pesca y Vida Silvestre de los Estados Unidos, en la costa de Connecticut. Entre 1874 y 1876 estudió medicina en el Columbian College (actualmente la George Washington University).
En 1877 se unió al Museo Nacional de Historia Natural del Instituto Smithsoniano donde legó a ser curador de peces en 1879. Sus viajes con la comisión de pesca lo llevaron a descubrir para la ciencia y describir varias especies nuevas de peces. Desde 1895 hasta 1898 se desempeñó como primer superintendente del Acuario de Nueva York, en Castle Garden, Battery Park, Manhattan.
En 1870 se casó con Laurette Van Hook, hija de John Welsh Van Hook, un hombre de negocios de Washington D. C.. Tuvieron una hija, nacida el 16 de noviembre de 1879, Caroline Van Hook Bean, quien llegó a ser una pintora notable, luego casada con Bernardus Blommers Jr.
En la Exposición Mundial Colombina de Chicago de 1893 fue comisionado a cargo de los peces. Desempeñó un papel similar en la Exposición Internacional y de Estados Algodoneros de Atlanta en 1895, en la Exposición Universal de París (1900) y en la Exposición Universal de San Luis (1904).
Publicó muchos artículos con su colega George Brown Goode, incluyendo la monografía Oceanic Ichthyology (1896).

## Eponimia

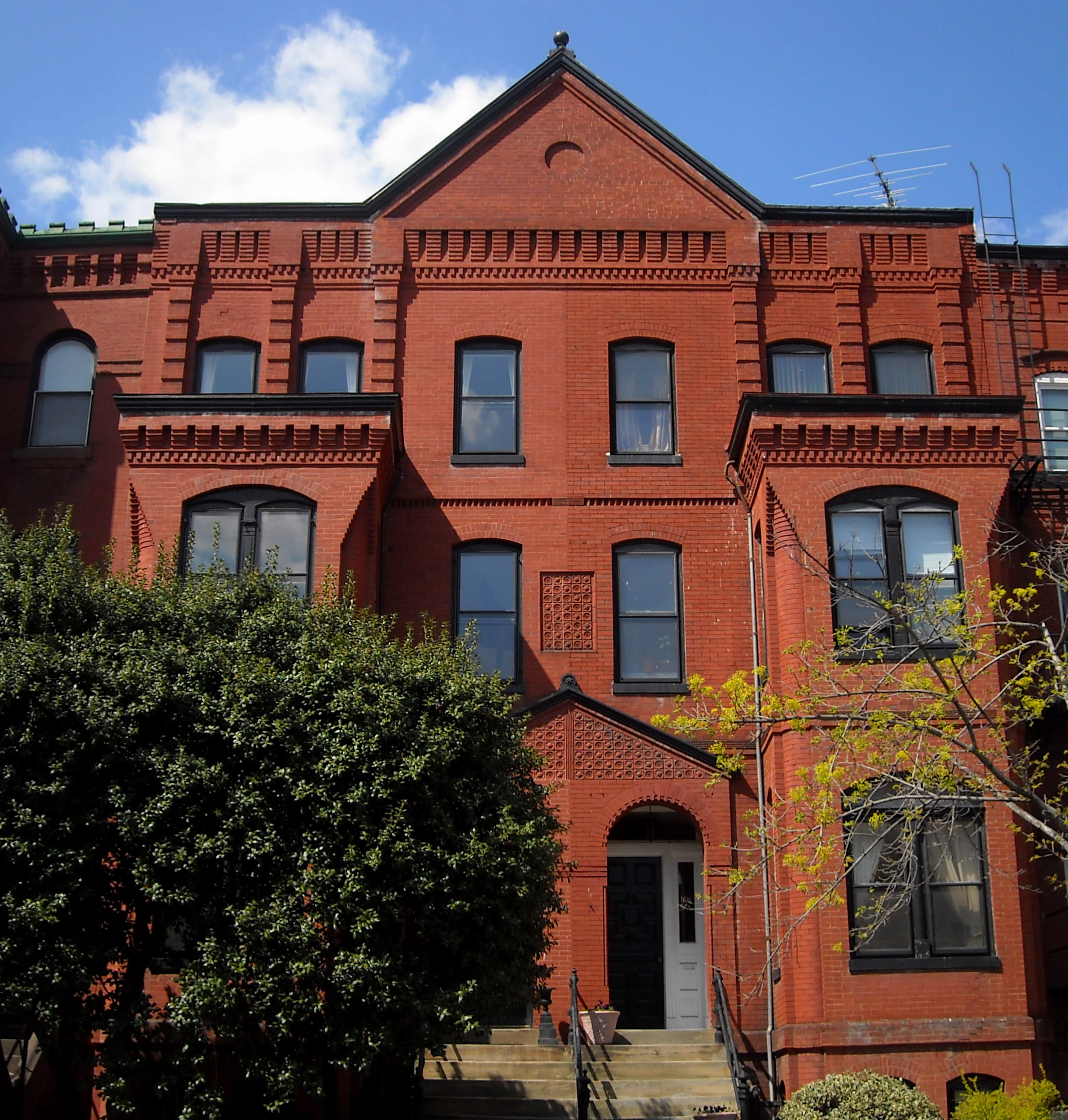
Casa en que Tarleton Hoffman Bean residió, en Washington D. C.

El género Tarletonbeania de la familia Myctophidae, fue designado en su nombre por Rosa Smith Eigenmann y Carl H. Eigenmann, en 1890.
Entre las especies que llevan su nombre se encuentran:
- Ammocrypta beanii Jordan, 1877.
- Atherinella beani (Meek & Hildebrand 1923).
- Cichlasoma beani (Jordan, 1889).
- Ctenolucius beani (Fowler, 1907).
- Ophidion beanii Jordan & Gilbert, 1883.
- Plectromus beanii (Günther, 1887).
- Poecilopsetta beanii (Goode, 1881).
- Prionotus beanii Goode, 1896.
- Scopelogadus beanii (Günther, 1887).
- Serrivomer beanii Gill & Ryder, 1883.